# 주오사카 타이베이 경제문화판사처
주오사카 타이베이 경제문화판사처(중국어: 臺北駐大阪經濟文化辦事處, 일본어: 台北駐大阪経済文化弁事処, 영어: Taipei Economic and Cultural Office in Osaka) 또는 중화민국 주오사카 판사처(中華民國駐大阪辦事處)는 중화민국이 일본 오사카부 오사카시에 설치한 총영사관급에 해당하는 연락사무소이다. 중화인민공화국의 하나의 중국 정책으로 인한 제약 때문에 1972년 9월을 기해 중화민국과 일본 간의 공식적인 외교 관계가 단절됨에 따라 민간 단체의 명의로 실질적인 외교 공관의 역할을 하기 위해 설립되었다. 판사처의 본부는 오사카부 오사카시 기타구 나카노시마 2-3-18 나카노시마 페스티벌 빌딩 17층·19층에 있다. 산하 공관으로 주오사카 타이베이 경제문화판사처 후쿠오카 분처(臺北駐大阪經濟文化辦事處福岡分處)를 두고 있다.
1972년 12월 중화민국과 일본이 단교함에 따라 폐쇄된 주오사카 중화민국 총영사관(中華民國駐大阪總領事館)을 대신해 아동관계협회 오사카 판사처(亞東關係協會大阪辦事處)가 설치되었다. 1992년 5월 15일애는 아동관계협회(현재의 대만일본관계협회)의 명칭을 개정하는 것에 대해 중화민국과 일본 양국간의 합의가 이루어져 5월 20일에 현 명칭인 주오사카 타이베이 경제문화판사처로 개칭되었다.

## 같이 보기
- 중화민국 외교부
- 일본 주재 외국공관 목록
- 주일 타이베이 경제문화대표처
- 타이베이 대표부